# 慕容令
慕容 令（ぼよう れい、? - 369年）は、五胡十六国時代の慕容垂（後燕の初代皇帝）の前燕時代の嫡子。『晋書』では慕容全と作る。『十六国春秋』に伝が立てられている。また、司馬光の『資治通鑑考異』によれば『燕書』には「献荘紀」（献荘は慕容令の諡号）が立てられたという。

## 生涯
慕容令は慕容垂と先段氏の長男である。建熙10年（369年）、前燕の呉王慕容垂は、東晋の桓温の北伐への抗戦に功があったため、猜疑心の強い太傅の慕容評から忌み嫌われていた。慕容垂は内心憂えているのを子には告げていなかったが、これを察した慕容令は密かにそれを指摘した。慕容垂はこれを聞いて慕容令に解決策を聞くと、慕容令は龍城から亡命して、幼帝の慕容暐が成長して慕容垂を迎え入れるのを待つべきだと言った。慕容垂はこれを聞くと喜んで鄴を出て龍城へ向かおうとした。しかし、東方で独立する計画は漏れて追手に追われた。慕容令は慕容垂に四方から英傑を集めていた前秦に亡命することを勧めた。慕容垂は子らを連れて前秦に身を寄せた。
前秦の皇帝の苻堅は慕容垂を冠軍将軍とし、また慕容令らの才を愛して礼遇した。王猛は洛陽を伐つとき、慕容令に参軍として道案内をさせた。苻堅は従わなかったが、王猛は度々慕容垂一家を排除することを勧めていた。王猛は人を使って慕容垂の言葉と偽って、慕容垂は東に帰還するから慕容令も計を使って帰還しろ、と伝えさせた。慕容令はその真偽を疑って一日中躊躇した後、遂に旧騎を率いて石門にいた前燕の楽安王慕容臧の下へ出奔した。慕容暐は慕容令が叛いておきながら帰還してきたことと、父の慕容垂が前秦に厚遇されていることから、反間を疑って龍城の東北六百里にある沙城へ移した。慕容令は死を逃れられないと知り、沙城での挙兵を謀った。沙城周辺の守備士を数千人を皆厚撫して、牙門の孟嬀を殺した。城大の渉圭を慕容令は信じて左右においた。
遂に守兵らで東方の威徳城を襲撃すると、城郎の慕容倉を殺してその城に拠り、官を署して人を遣わして東西の守兵を招くと、皆応じた。鎮東将軍・渤海王慕容亮が龍城に鎮していたのを慕容令は襲ったが、慕容令の弟の慕容麟が慕容亮に密告したため、慕容亮は城門を閉じた。渉圭が侍直したときに慕容令を攻撃すると、慕容令は単馬で逃走して味方は皆潰走した。渉圭は慕容令を追撃して、薛黎沢で捕えて殺した。渉圭は龍城で慕容亮に報告した。すると、慕容亮は渉圭を誅殺して慕容令の屍を葬った。
後燕に慕容令を献荘太子と追封した。甥の慕容盛が即位すると、献荘皇帝と追尊され、妻の丁氏は献荘皇后とした。